# Igrejinha (ort)
Igrejinha är en ort i Brasilien.   Den ligger i kommunen Igrejinha och delstaten Rio Grande do Sul, i den södra delen av landet, 1 600 km söder om huvudstaden Brasília. Igrejinha ligger 36 meter över havet och antalet invånare är 28 679.
Terrängen runt Igrejinha är kuperad åt nordost, men åt sydväst är den platt. Runt Igrejinha är det tätbefolkat, med 383 invånare per kvadratkilometer.. Närmaste större samhälle är Parobé, 7,4 km sydväst om Igrejinha.
I omgivningarna runt Igrejinha växer huvudsakligen savannskog.